# Марс-Грунт
«Марс-Грунт» или «Экспедиция-М» — это роботизированная миссия по доставке грунта с Марса на Землю в целях его изучения. В данный момент проект на стадии разработки и планирования. Если миссии «Фобос-Грунт 2» и «Луна-25» оправдают себя, то будет реализована и миссия «Марс-Грунт». Данный проект был предложен Роскосмосу от Института космических исследований РАН.

## Описание аппарата
Космический аппарат «Марс-Грунт» будет состоять из перёлетно-десантируемого модуля, посадочной платформы со взлетной  ракетой, грунтозаборного устройства и соединительных элементов. Перелётно-десантный модуль - основной несущий элемент аппарата. В донной части он соединяется с посадочной платформой, предназначенной для обеспечения  мягкой посадки взлетной ракеты на марсианскую поверхность размещения на ней устройств для забора образцов грунта и их загрузки в возвращаемый аппарат взлетной ракеты, обеспечения её старта к Земле.

### Посадочный модуль
Институт космических исследований совместно с Научно-производственное объединение имени С. А. Лавочкина на основе технологии Фобос-Грунт, создадут новый модуль для «Марс-Грунт». Основой посадочной платформы массой 752 кг служит кольцеобразная термостабилизированная конструкция, на которой располагаются практически все системы перелётно-десантного модуля. Снизу к ней крепятся три посадочные опоры-амортизаторы. По сути, посадочная платформа является модифицированным служебным модулем космического аппарата проекта "Фобос-Грунт", разработка которого была начата еще в конце 1990-х годов для замены устаревшего орбитального аппарата проектов "Фобос" и "Марс-96". Новый модуль станет базовым для планетных миссий на ближайшие 10—15 лет, поскольку его схема построения позволяет совершенствовать отдельные системы без существенных изменений и доработок конструкции в целом.

### Взлёт с Марса
Взлётная ракета — трёхступенчатая. Первая ступень обеспечивает старт с поверхности Марса; вторая — выведение на орбиту искусственного спутника планеты и переход с нее на траекторию перелета к Земле; третья — перелёт по трассе Марс — Земля, включая проведение необходимых коррекций траектории.

## Особенности
В качестве технической «изюминки» проекта «Марс-Грунт» предлагается космический аппарат с управляемым аэродинамическим торможением при посадке на марсианскую поверхность. В условиях сильной  разреженности марсианской атмосферы такой вариант посадки представляется эффективнее традиционных парашютных систем. Проектно-поисковые работы, выполненные разработчиком технической части проекта Научно-производственным объединением имени С. А. Лавочкина, показали возможность создания на этой основе аппарата массой 5200 кг, который в состоянии обеспечить доставку на Марс посадочной платформы со всем необходимым оборудованием для забора грунта и со взлетной ракетой массой порядка 1700 кг.

## Задачи
Задачи, поставленные Научно-производственным объединением имени С. А. Лавочкина и Роскосмосом:
- доставка образцов вещества с Марса на Землю;
- уточнение инженерно-технических моделей атмосферы и поверхности Марса;
- детальный геохимический анализ вещества грунта на Марсе;
- исследование процессов взаимодействия атмосферы, солнечного излучения и поверхности Марса.